# كلكل عباس أباد (دنا)
كلكل عباس أباد (بالفارسية: کل‌کل عباس‌آباد) هي قرية تقع في إيران في قسم دنا الريفي. يقدر عدد سكانها بـ 602 نسمة .